# حاشورينية
الحاشورينية (الاسم العلمي: Entomophthoromycotina) هي شعيبة من الفطريات تتبع شعبة الفطريات الحاشورية.

## التصنيف
- الحاشوريات
  - الحاشورية
    - الحاشورة